# Іфігенела Андрусова
Іфігенела Андрусова (Iphigenella andrussowi) — вид ракоподібних родини іфігенелових (Iphigenellidae) ряду бокоплавів (Amphipoda). Один із 3-х видів роду у фауні світу та України. Понто-каспійський ендемік. Раритетний вид, занесений до Червоної книги України та інших природоохоронних документів.
У виданні Червоної книги України 2009 року біноміальна назва помилково записана як Iphigenella andrussovi. У виданні 1994 року біноміальна назва також була помилковою — Iphigenella andrusowi..

## Опис
Дрібний бокоплав. Довжина тіла самки 4—5 мм, самця — 4—6 мм. Антени II помітно коротші, ніж антени I. Переоподи I—V звичайної будови. I—II сегменти уросоми несуть чотири групи шипів, III — три групи. 

## Поширення
Понто-каспійський ендемік. Знайдений в пониззях Дунаю, Дністра (на віддалі 25 км від впадіння в лиман), Дніпра (ділянка між впадінням р. Інгульця в Дніпро і його гирлом), Південного Бугу (від гирла до смт Матвіївки Миколаївської області), а також у Дністровському i Дніпровсько-Бузькому лиманах. Акліматизована в Каховському водосховищі та у водоймах Інгулецької зрошувально-обводнювальної системи. Ізольована популяція виду існує в середній частині Каспійського моря на широті м. Красноводська (Туркменістан).

## Місця перебування
Прісноводні та солонувато-водні ділянки лиманів та пониззя річок. Піщані, мулисто-піщані та піщано-черепашкові біотопи. Трапляється на глибинах до 5 м.
Чисельність незначна і складає 1—3 особини на 1 м² дна. Основними причинами зниження чисельності є забруднення води та абразія берегів.

## Особливості біології
Біологія іфігенели Андрусова маловивчена. Евритермний вид, здатний витримувати значні коливання температури води.

## Охорона
У межах ареалу місцями спостерігається тенденція до зниження чисельності популяції виду і тому в ряді регіонів він потребує охорони. Так, іфігенела Андрусова занесена до Червоної книги України (охоронна категорія: зникаючий вид), а також міжнародних природоохоронних документів, зокрема до Червоної книги Чорного моря (низький ризик зникнення виду).
Для збереження та відновлення природних популяцій виду слід докладніше вивчити особливості його біології, взяти під охорону (заповідати) характерні для нього біотопи.